# James O'Connor (calciatore 1979)
James Kevin O'Connor (Dublino, 1º settembre 1979) è un allenatore di calcio ed ex calciatore irlandese, di ruolo centrocampista.

## Palmarès

### Giocatore

#### Competizioni nazionali
- Football League Trophy: 1

Stoke City: 1999-2000
- United Soccer League (lega): 1

Orlando City: 2013

### Allenatore
- USL Championship: 1

Louisville City: 2017